# 小倉しんこう
小倉 しんこう（おぐら しんこう、1980年4月21日 - ）は、日本のソングライター、編曲家、ピアニスト、音楽プロデューサー。
音楽作家事務所『LIQUID MUSIC』所属。ソニー・ミュージックパブリッシング専属作家。

## 来歴
群馬県伊勢崎市出身。群馬県立前橋高等学校、2003年駒澤大学仏教学部卒業。
生まれは館林市。幼少期より、父親の弾くギターやエレクトーンを聴き、音楽に興味を持ち始める。小学生の時「目が悪くなる」との理由からファミコンを買ってもらえず、止む無くゲーム画面を模した自前のイラストにピアニカでオリジナルのBGMを付けて遊ぶようになる。結果、独学にて作曲を開始。小学校5年生の時にピアノを習い始める。中学・高校は吹奏楽部に所属。トロンボーンを担当。大学在学中は上京した都内にてバンド活動に勤しむ。卒業後は実家である寺院の手伝いのため群馬に戻り、地元を中心にライブサポートやトラックメイカーとして活動。
2005年、友人と立ち上げた音楽ユニットが、現在所属している『LIQUID MUSIC』代表のスカウトを受け、デビューに向けた楽曲制作を開始。
2007年、ユニット解散後、ソロとして音楽作家の活動に移行。この年に書き下ろした数曲が採用となり、本格的に楽曲提供を始める。
2008年、ソニー・ミュージックパブリッシングと専属作家契約。
2009年、プライベートスタジオ『OSHINKO STUDIO』を立ち上げ。
2012年、実家の寺院の跡継ぎ修行の為、音楽活動を一時休止。山に籠る。
2013年、音楽作家としての活動を再開。現在に至る。

## 提供作品
|    | アーティスト                        | 楽曲                               | 作詞                                      | 作曲                          | 編曲                     | 備考                                                                                                   |  |
| -- | ----------------------------------- | ---------------------------------- | ----------------------------------------- | ----------------------------- | ------------------------ | --- |  |
| か | 川上大輔                            | 愛をおしえて                       | 小倉しんこう                              | 小倉しんこう                  | 鈴木Daichi秀行           | |  |
| き | 城南海                              | ウタゴエ                           | 小倉しんこう                              | 小倉しんこう                  | 梅原新                   | WOWOW開局20周年記念 松本零士『オズマ』エンディングテーマ                                               |  |
|    |                                     | サヨナラよりも伝えたかったこと     | 小倉しんこう                              | 金子麻友美                    | 松浦晃久                 | BSジャパン火曜ドラマ「池波正太郎時代劇 光と影」（2017年10月～2018年3月）の主題歌）                     |  |
| こ | 剛力彩芽                            | ワガママは大事な人                 | いしわたり淳治・剛力彩芽                  | 小倉しんこう                  | 梅原新                   | |  |
| さ | 私立恵比寿中学                      | 光年の愛                           | 小倉しんこう                              | 小倉しんこう                  | 梅原新                   | 廣田あいか＆柏木ひなた「おひたし」楽曲、ユニットアルバム『さいたまスーパーアリーナ2015盤』に収録       |  |
| た | 貴水博之                            | One Love                           | 貴水博之                                  | 小倉しんこう                  | 島野聡                   | 舞台『銀河英雄伝説外伝オーベルシュタイン篇』挿入歌                                                     |  |
| と | 當山みれい                          | 君のとなり                         | 當山みれい・小倉しんこう                  | 當山みれい・小倉しんこう      | 梅原新                   | |  |
|    | 豊崎愛生                            | ソラソラ☆あおぞら                  | 小倉しんこう・中田昌宏                    | 小倉しんこう                  | 小倉しんこう             | テレビ東京系列アニメ『しまじろう ヘソカ』オープニングテーマ                                            |  |
| な | 中丸雄一                            | お疲れサンクス                     | 小倉しんこう                              | 小倉しんこう                  | 梅原新・小倉しんこう     | テレビ東京系中丸雄一主演ドラマ「マッサージ探偵ジョー」主題歌(配信限定シングル)                         |  |
| に | 西野カナ                            | Dear…                              | 西野カナ                                  | 小倉しんこう・GIORGIO CANCEMI | GIORGIO CANCEMI          | NTTドコモ「ガンバレ受験生'09-'10」公式キャンペーンソング / レコチョクCMソング                          |  |
|    |                                     | Together                           | 西野カナ                                  | 小倉しんこう                  | VIVID Neon*・大迫杏子    | |  |
|    |                                     | My Place                           | 西野カナ                                  | 小倉しんこう                  | Yuichi Hayashida         | メ〜テレ『地元応援団宣言!』テーマ・ソング                                                              |  |
| の | 乃木坂46                            | サイコキネシスの可能性             | 秋元康                                    | 杉山勝彦・小倉しんこう        | 京田誠一                 | |  |
| ふ | 風男塾                              | LIKE A RAINBOW                     | 小倉しんこう                              | 田仲圭太                      | 成田忍                   | |  |
|    |                                     | BLESS                              | 小倉しんこう                              | 長谷川大介                    | 成田忍                   | |  |
| み | ミドリカワ書房                      | 君は僕のものだった                 | 緑川伸一                                  | 小倉しんこう                  |                          | |  |
| ら | ライムライト                        | 真夏のヴィーナス                   | ライムライト・藍田英里                    | 小倉しんこう                  | ELMIO                    | |  |
| 1  | 3B junior：奥澤村                   | HAPPY★LOOPER                       | 小倉しんこう                              | 小倉しんこう                  | 梅原新                   | |  |
|    |                                     | スパイス少女                       | 小倉しんこう                              | 小倉しんこう                  | 梅原新                   | |  |
|    |                                     | STAND UP !!!                       | 小倉しんこう                              | 小倉しんこう                  | 梅原新・小倉しんこう     | |  |
|    | 3B junior：チーム東名阪             | 東名阪☆膝栗毛                      | 小倉しんこう                              | 小倉しんこう                  | 梅原新                   | Blu-ray『3Bjunior LIVE FINAL 俺の藤井 2014』に収録                                                     |  |
|    | 10神ACTOR                           | メラメラ☆サマーデイズ              | 小倉しんこう                              | 小倉しんこう                  |                          | |  |
| C  | C&K                                 | 上京がむしゃら物語                 | CLIEVY・KEEN                              | CLIEVY・KEEN・小倉しんこう    | 小倉しんこう             | TBS系列『COUNT DOWN TV』オープニングテーマ                                                             |  |
|    |                                     | DANCE☆WOMAN                        | CLIEVY・KEEN                              | CLIEVY・KEEN・小倉しんこう    | 小倉しんこう             | |  |
|    |                                     | 僕の天使                           | CLIEVY・KEEN・小倉しんこう                | CLIEVY・KEEN・小倉しんこう    | 小倉しんこう             | よしもとイクメン芸人プロジェクト応援ソング                                                             |  |
|    | COMA-CHI                            | Heaven                             | COMA-CHI                                  | COMA-CHI・小倉しんこう        | 小倉しんこう             | 臼田あさ美主演映画『ランブリングハート』主題歌                                                         |  |
|    | CODE-V                              | 約束                               | 小倉しんこう・Yoshitaka Taira・Juli Shono | Jin Nakamura                  | Jin Nakamura             | NTV系列「ダウンタウンDX」エンディングテーマ                                                            |  |
| D  | Dancing Dolls                       | 未来スターロード                   | Ucca-Laugh                                | 小倉しんこう                  | 梅原新                   | |  |
|    | DISH//                              | こくっちゃえっつーの！             | 小倉しんこう                              | 小倉しんこう                  | 小倉しんこう・梅原新     | |  |
|    |                                     | 晴れるYA！                         | 小倉しんこう                              | 小倉しんこう                  | 小倉しんこう・梅原新     | テレビ朝日系全国放送『Break Out』2013年10月度 オープニングトラック                                     |  |
|    |                                     | デート＠ショッピングモール         | 小倉しんこう                              | 小倉しんこう                  | 小倉しんこう・梅原新     | |  |
|    |                                     | 君がいないと                       | 小倉しんこう                              | 小倉しんこう                  | 梅原新                   | |  |
|    |                                     | FLAME                              | 小倉しんこう                              | 小倉しんこう                  | 小倉しんこう・梅原新     | テレビ東京系アニメ『NARUTO -ナルト- 疾風伝』エンディングテーマ                                         |  |
|    |                                     | GRAND HAPPY                        | 小倉しんこう                              | 小倉しんこう                  | 小倉しんこう・梅原新     | 中京テレビ『DISH//だし!』オープニングテーマ                                                            |  |
|    |                                     | W-B-C “若人 Baseball Classic”      | 小倉しんこう                              | 小倉しんこう                  | 小倉しんこう・梅原新     | |  |
|    |                                     | 虹のカケラ                         | 小倉しんこう                              | 小倉しんこう                  | 小倉しんこう・梅原新     | |  |
|    |                                     | KLAP                               | 小倉しんこう                              | 小倉しんこう                  | 小倉しんこう・梅原新     | キットカット「キットメール」受験生応援ソング / 第3回全国小中学校リズムダンスふれあいコンクールの選定曲 |  |
|    |                                     | クイズ！恋するキンコンカン！       | 小倉しんこう                              | 小倉しんこう                  | 小倉しんこう・梅原新     | |  |
|    |                                     | HIGH-VOLTAGE DANCER                | DISH//・小倉しんこう                      | 松隈ケンタ                    | SCRAMBLES                | テレ朝日系「お願い!ランキング」6月度エンディングテーマ                                                 |  |
|    |                                     | Running Road                       | DISH//・小倉しんこう                      | DISH//                        | 宮下浩司                 | |  |
|    |                                     | スマホの中のラブレター             | 小倉しんこう                              | 小倉しんこう                  | 小倉しんこう・梅原新     | |  |
|    | Disney Store：高橋李枝              | Welcome to UniBEARsity             | 小倉しんこう                              | 小倉しんこう                  | 小倉しんこう             | |  |
| F  | Flower                              | やさしさで溢れるように             | 小倉しんこう・亀田誠治                    | 小倉しんこう                  | CHOKKAKU                 | 岩田剛典・高畑充希主演映画『植物図鑑 運命の恋、ひろいました」主題歌                                    |  |
| H  | Hey! Say! JUMP：Hey! Say! 7         | 花 えがお                          | 山田涼介                                  | 杉山勝彦・小倉しんこう        | 杉山勝彦・小倉しんこう   | 知念侑李主演ドラマ『スプラウト』の主題歌                                                               |  |
|    | Hey! Say! JUMP                      | 愛のシュビドゥバ                   | 小倉しんこう                              | 小倉しんこう                  | 梅原新                   | ブルボン「キャラメルポップコーンシリーズ」CMソング                                                     |  |
|    | Hey! Say! JUMP                      | Your Song                          | 小倉しんこう・辻村有記                    | 小倉しんこう                  | 石塚知生                 | 山田涼介主演ドラマ『キワドイ2人-K2-池袋署刑事課 神崎・黒木』主題歌                                     |  |
|    | Hey! Say! JUMP                      | Fate or Destiny                    | 小倉しんこう・Mayu Wakisaka               | 小倉しんこう                  | 小倉しんこう・遠藤ナオキ | 中島裕翔主演ドラマ『純愛ディソナンス』主題歌                                                           |  |
| J  | JUJU                                | やさしさで溢れるように             | 小倉しんこう・亀田誠治                    | 小倉しんこう                  | 亀田誠治                 | MTVと日産のコラボ「MTV meetalk with NEW NISSAN cube」CMソング                                          |  |
| M  | Milky Bunny                         | ずるいよ…                          | Tsubasa                                   | 小倉しんこう                  | 中野雄太                 | 益若つばさプロデュース・コージー本舗『Dolly Wink』CMソング                                             |  |
|    | Missing Link                        | ココナッツBoy                      | Missing Link                              | 小倉しんこう・Missing Link    | YANAGIMAN                | |  |
| T  | TEAM BOOTCAMP feat. Commander Billy | ビリーズ★キッズで BOOM BOOM BURN ! | 小倉しんこう・URU・BILLY BLANKS           | 小倉しんこう・URU             | URU                      | 配信限定作品                                                                                           |  |